# Okres Przasnysz
Okres Przasnysz (polsky Powiat przasnyski) je okres v polském Mazovském vojvodství. Rozlohu má 1217,82 km² a v roce 2020 zde žilo 52 101 obyvatel. Sídlem správy okresu je město Przasnysz.

## Gminy
Městská:
- Przasnysz

Městsko-vesnická:
- Chorzele

Vesnické:
- Czernice Borowe
- Jednorożec
- Krasne
- Krzynowłoga Mała
- Przasnysz

## Města
- Chorzele
- Przasnysz

## Demografie
Počet obyvatel (informace z 30. června 2005):
|         | Celkem | Celkem | Ženy   | Ženy | Muži   | Muži |
|         | Osob   | %      | Osob   | %    | Osob   | %    |
| ------- | ------ | ------ | ------ | ---- | ------ | ---- |
| Celkem  | 53 168 | 100    | 26 663 | 50,1 | 26 505 | 49,9 |
| Město   | 19 861 | 100    | 10 283 | 51,8 | 9578   | 48,2 |
| Vesnice | 33 307 | 100    | 16 380 | 49,2 | 16 927 | 50,8 |